# Jean-Marie Montali
 (mars 2020).
Jean-Marie Montali, né en 1962, est un journaliste français de presse écrite, auteurs de plusieurs ouvrages et de documentaires pour la télévision.
Grand reporter, il a occupé plusieurs postes de direction[Lesquelles ?].

## Biographie
Né en 1962 d'un père italien et d'une mère française, il a commencé sa carrière en tant que correspondant au bureau de Colmar des Dernières Nouvelles d'Alsace, avant d'occuper plusieurs postes dans différents titres de la presse nationale[évasif]. 
De 1987 à 2007, il est journaliste au Figaro Magazine, où il est successivement grand reporter, rédacteur en chef chargé de la relance des éditions régionales (deux mensuels : le Figaro Rhône-Alpes et le Figaro Méditerranée, et création d'un troisième, Le Figaro Grand Sud Ouest qui cesse d'exister après trois parutions, faute de succès), directeur adjoint de la rédaction du Figaro Magazine (sous la responsabilité de Patrick de Carolis, puis de Joseph Macé-Scaron) et directeur exécutif de la rédaction.
Après le rachat de France-Soir en 2009 par Alexandre Pougatchev, le fils du milliardaire Sergueï Pougatchev, ancien banquier alors proche de Vladimir Poutine (avant de tomber en disgrâce), Jean-Marie Montali en devient brièvement le directeur adjoint de la rédaction dirigée par Christian de Villeneuve, ancien directeur de la rédaction du Parisien, et ex directeur général du Groupe Lagardère. À la suite de désaccords sur la ligne éditoriale voulue par Alexandre Pougatchev, Jean-Marie Montali quitte le quotidien en faisant jouer sa clause de conscience. 
Il rejoint ensuite l'équipe dirigeante du Parisien (2012) où il occupe le poste de rédacteur en chef puis de directeur adjoint des rédactions du Parisien et d'Aujourd'hui en France, sous la responsabilité de Jean Hornain (directeur général) et de Thierry Borsa (directeur des rédactions).  
Depuis 2019, Jean-Marie Montali est indépendant et travaille essentiellement pour l'édition et la télévision. Il est aussi enseignant à l'ESJ Paris (École supérieure de journalisme), avant de cesser sa collaboration en janvier 2025. 

### Grands Reportages
Jean-Marie Montali s'est d'abord spécialisé dans des sujets aventure et magazine, dont une expédition à l'Everest avec Marc Batard et Christine Janin, première française au sommet de l'Everest en 1990 (La montagne magique, reportage publié dans Le Figaro Magazine du 27 octobre 1990, photos de Pascal Tournaire), une plongée avec les requins blancs (Danse avec la mort, Le Figaro Magazine du 4 avril 1992, photos de Arnaud de Wildenberg). Il a aussi participé à l'expédition d'archéologie sous-marine qui a découvert le San Diego, coulé en 1600 en mer de Chine, aux larges des Philippines, réputée pour être l'une des plus grandes découvertes dans le domaine de l'archéologie sous-marine (Trésor en Mer de Chine, Le Figaro Magazine du 9 mai 1992, photos de Philippe Bourseiller et Jean-Claude Revy). Dans le domaine de l'aventure, il est également l'auteur de nombreux reportages en haute montagne ou liés aux sports extrême (parachutisme, ski) et à la plongée sous-marine. 
Il s'est ensuite consacré à des sujets davantage liés à l'actualité internationale, notamment des catastrophes naturelles et à la couverture des conflits et des guérillas (Irak, Bosnie, Afghanistan, Niger, Somalie, Mexique, etc.). Parmi ces sujets, l'éruption volcanique du Pinatubo aux Philippines (Pinatubo, l'enfer silencieux et Le cratère de la peur, publiés dans Le Figaro Magazine le 5 juillet et le 7 décembre 1991, photos de Philippe Bourseiller), la première interview de Radovan Karadzic, le leader Bosno-Serbe surnommé Le boucher des Balkans, condamné à perpétuité pour crimes contre l'humanité (J'ai rencontré l'homme qui dit non à la paix et L'étrange plaidoyer du loup-garou de Bosnie, publiés dans Le Figaro Magazine du 1er octobre 1994 et du 24 juin 1995). Avec le photographe Jacques Torregano, il est également le premier journaliste non mexicain à suivre le Sous-commandant Marcos, leader de la guérilla zapatiste au Mexique (Mexique : le chef secret de la guérilla parle enfin, dans Le Figaro Magazine du 23 juillet 1994, photos de Jacques Torregano). 
Jean-Marie Montali a fait plusieurs reportages en Afghanistan, souvent avec le photographe australien Stephen Dupont, et passe, peut-être de façon exagérée[pourquoi ?] pour un intime du commandant Massoud. Dans son livre, Le testament de Massoud, publié aux Presses de la Renaissance en 2004, le général Philippe Morillon parle de Jean-Marie Montali comme étant  un « fidèle du commandant Massoud ». Et « l'un de ceux qui ont alerté le monde en initiant et propageant les écrits de Massoud »[réf. nécessaire]. Jean-Marie Montali a ainsi publié le seul texte que le commandant Massoud, à sa demande, a accepté d'écrire pour expliquer la guerre en Afghanistan (Massoud : « Pourquoi je me bats », Le Figaro Magazine du 5 décembre 1998).

## Publications / Édition
- Avoir 20 ans à Kaboul (préface, texte de Assef Soltanzadeh, photos de Gaël Turine, éditions Charles Léopold Mayer, éditions Alternatives, 2003)
- Y a-t-il une vie après la prison ? (co-écrit avec Jacques Lesinge, éditions Tallandier, 2006)
- Maman, je vous écris (éditions de La Martinière, 2007 et 2013)
- Dieu est-il périmé ?, entretien avec le Cardinal Philippe Barbarin (éditions de La Martinière, 2015)[5]
- Au Café de France (éditions du Cerf, 2018)[6]
- Nous sommes les voix des morts. Les derniers déportés témoignent (éditions du Cherche-Midi, 2020)[7],[8],[9],[10]
- Commandant Massoud, l'appel à la France (éditions du Cerf, collection Placards & Libelles, 2021)
- Les larmes de Kaboul  (éditions du Cerf, 2022)[11],[12],[13]
- L'humain au centre du monde. Contre les nouveaux obscurantismes. Ouvrage collectif sous la direction de Daniel Salvatore Schiffer (éditions du Cerf, 2024)
- La pieuvre de Téhéran. Enquête sur les réseaux d'espionnage et d'influence de l'Iran en France et dans les monde. Co écrit avec Emmanuel Razavi (éditions du Cerf, 2025)

Jean-Marie Montali a également été le prête-plume de Sihem Souid pour Omerta dans la police, ouvrage polémique sur les « abus de pouvoir, l'homophobie, le racisme et le sexisme », à la Police de l'Air et des Frontières (PAF) d'Orly.

## Télévision
- Erreur judiciaire, le combat d'une vie (réal : Fred Cebron, 2009 diffusé sur Planète, 52')
- Emmaüs, la force des faibles (réal : Hubert Dubois, 2010, diffusé sur France 5, 52 ')
- Les Chevaliers du Barreau (réal : Patrice Du Tertre, 2010, diffusé sur Planète, 52')
- Gardes des sceaux, au nom du peuple (réal : Patrice du Tertre, 2010, diffusé sur Planète, 52')
- Passe le périph' d'abord (réal : Bruno Victor-Pujebet, 2011, diffusé par Canal +, 90 ')
- Une flic insoumise (réal : Stéphane Krausz, 2013, diffusé par Infrarouge, France 2, 52')
- Sorella, une enfant dans la Shoah (diffusé par France 5, 2014, 52 ')
- 11-Septembre, au cœur du chaos (diffusé par France 3, septembre 2021, 90')
- Du Général de Gaulle à Emmanuel Macron, les Gardiens de l'empire (Réalisateur, Caméra One prod. pour France Télévisions, mars 2022,  90'). Sélection officielle du FIGRA 2023 (Festival international du grand reportage et du documentaire d'actualité, dans la catégorie Terres d'Histoire.
- Vents de colère en Outre-mer (52 'co réalisé avec Stéphane Krausz), France 3 mai 2023, Caméra One télévision.
- Albert Barbouth, la voix de la mémoire. (52' co réalisé avec Stephane Krausz, pour l'Association Fonds Mémoire d'Auschwitz.

## Cinéma
- Pourquoi ? Visages de la Shoah, film de Jean-Marie Montali et Stéphane Krausz, assistés de Nissim Sellam. Narration de Charlotte Rampling, Montage d'Antonin Mabille. Sound Design Au Revoir Ma belle. Produit par OVNI Films. Distribution : Doriane Films. Musique Hélios Azoulay. Sortie officielle le 27 janvier 2025.